# Harbour Grace

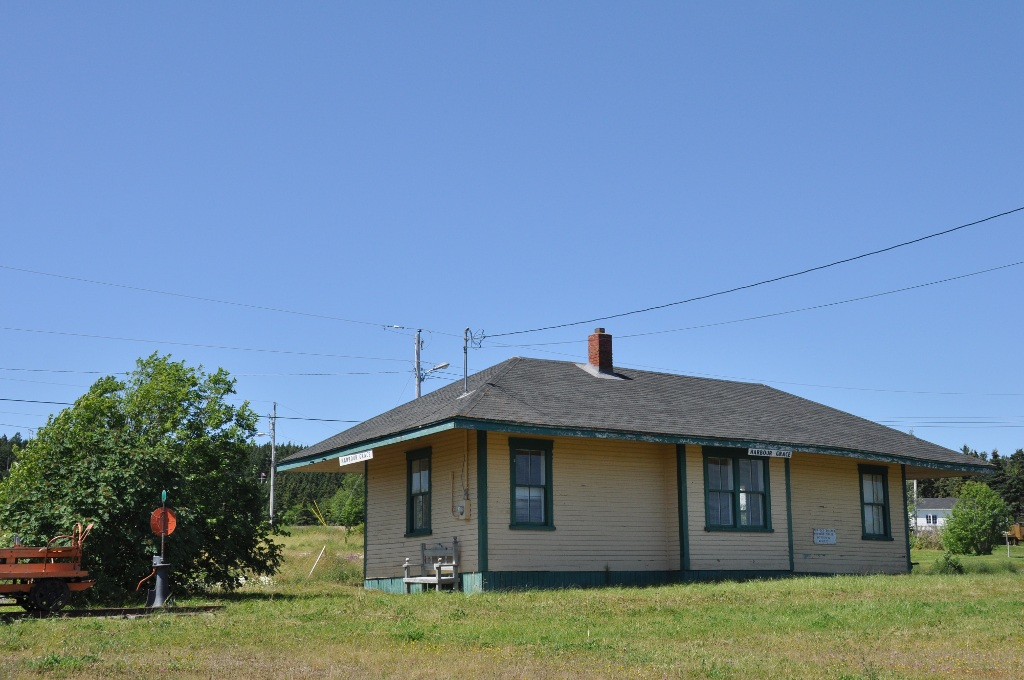
Newfoundland Railways tidigare järnvägsstation i Harbour Grace, byggd 1884, numera Gordon G. Pike Railway Heritage Building

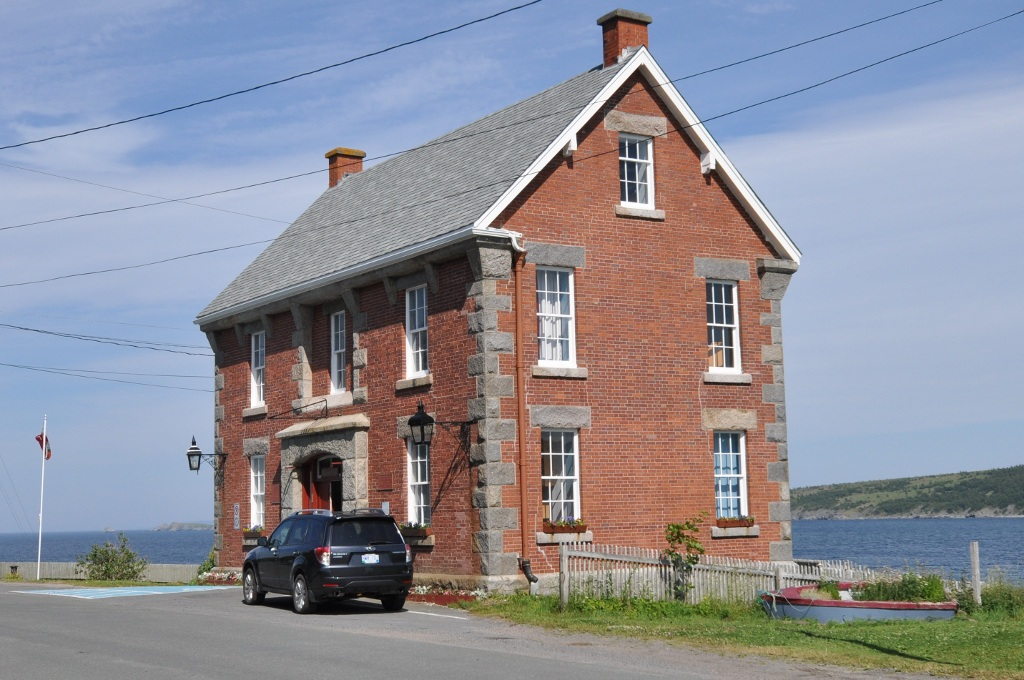
Tidigare tullhuset från 1870, idag Conception Bay Museum, k-märkt byggnad

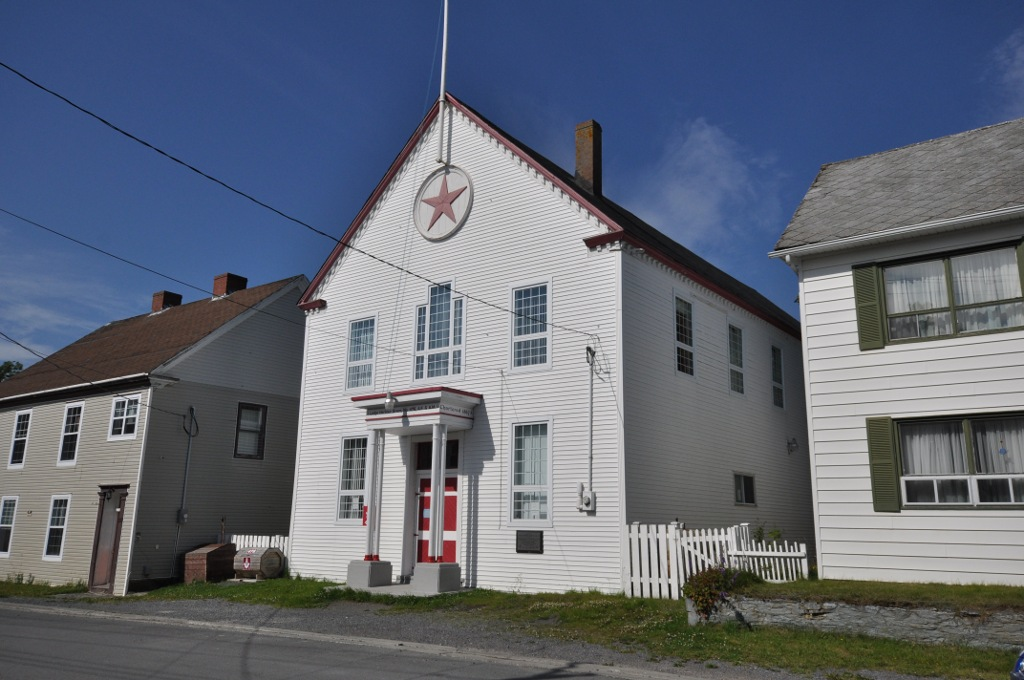
Frimurarordens ordenshus, 476 Victoria Street, byggt omkring 1867

Harbour Grace är en kustort på Newfoundland i Kanada. Staden ligger vid Conception Bay på Avalonhalvön i provinsen Newfoundland and Labrador. Med sina rötter i den tidiga europeiska kolonisationen på 1500-talet är det en av de äldsta städerna i Nordamerika.
Harbour Grace ligger 90 kilometer nordväst om provinshuvudstaden St. John's. Den har 2 796 invånare (2021), vilka framför allt är sysselsatta inom fiske och fiskförädling. 

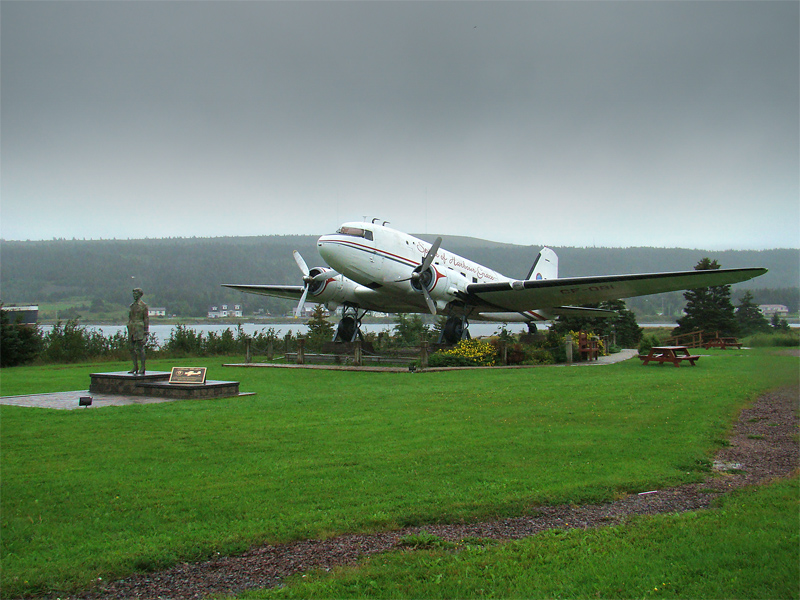
Amelia Earhart-minnesmärket i Riverhead samt Douglas DC-3:an Spirit of Harbour Grace, ursprungligen från 1943 använt som ett transportflygplan under andra världskriget

## Historik
Harbour Grace grundades 1517 av de franske kungen Frans I. Orten var en viktig hamn och ett fiskecentrum från tidig europeisk koloniseringstid i Nordamerika. Den var flitigt använd under fiskesäsong från 1550 och hade en permanent bosättning från 1583. Stadens namn kommer från Havre de Grâce (idag Le Havre), i Frankrike.
År 1610 gjorde piraten Peter Easton (omkring 1570–1620 eller senare) Harbour Grace till sitt högkvarter och anlade en befästning med utsikt över bukten. Denna attackerade av fransmännen 1611, men bosättningen överlevde under hela 1600-talet med en fast befolkning på några få dussin invånare, vilken ökade till några hundra invånare under fiskesäsongen. Under följande år konkurrerade engelsmän och fransmän om kontrollen av Harbour Grace. Staden ödelades av fransmännen 1697, och återigen 1700, varefter den slutligen övertogs 1762.
Harbour Grace hade sin största befolkning 1921, med 11 458 invånare.
När flygtrafik mellan Nordamerika och Europa blev möjlig på 1920- och 1930-talen, valde flygpionjärer som Amelia Earhart och Thor Solberg att använda Harbour Grace airfield som avstamp på grund av dess närhet till den europeiska kontinenten. Alltsomallt hade tjugo transatlantiska flygförsök Harbour Grace som avstamp mellan 1919 och 1936.